# Боґуслав (Західнопоморське воєводство)
Боґуслав (пол. Bogusław) — село в Польщі, у гміні Дембно Мисліборського повіту Західнопоморського воєводства.
Населення — 282 особи (2011).

## Демографія
Демографічна структура станом на 31 березня 2011 року:
|          | Загалом | Допрацездатний вік | Працездатний вік | Постпрацездатний вік |
| -------- | ------- | ------------------ | ---------------- | -------------------- |
| Чоловіки | 152     | 55                 | 85               | 12                   |
| Жінки    | 130     | 20                 | 88               | 22                   |
| Разом    | 282     | 75                 | 173              | 34                   |